# Вайценкирхен
Вайценкирхен (нем. Waizenkirchen) — ярмарочная коммуна (нем. Marktgemeinde) в Австрии, в федеральной земле Верхняя Австрия.
Входит в состав округа Грискирхен. Население составляет 3653 человека (на 31 декабря 2005 года). Занимает площадь 34 км². Официальный код — 40831.

## Политическая ситуация
Бургомистр коммуны — Йозеф Доплер (АНП) по результатам выборов 2003 года.

## Известные уроженцы
- Герман Теодор Шмид (1815—1880) — немецкий писатель